# Рельсотрон
Рельсотро́н (англ. railgun — рельсовая пушка) — электромагнитный ускоритель масс, разгоняющий токопроводящий снаряд вдоль двух металлических направляющих с помощью силы Ампера.

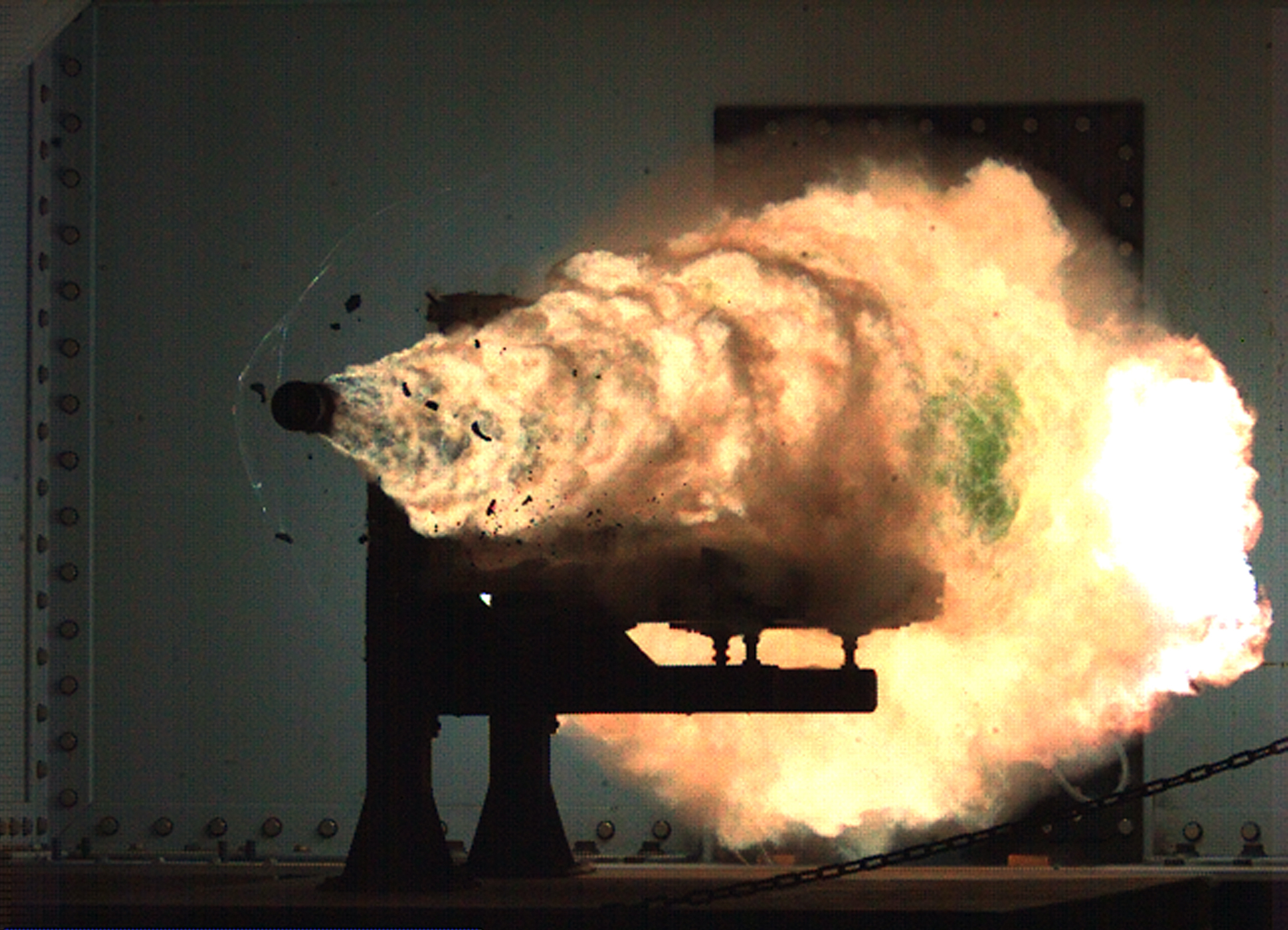
Испытания рельсотрона в Naval Surface Warfare Center, ВМС США.
Январь 2008 года

## Принцип действия

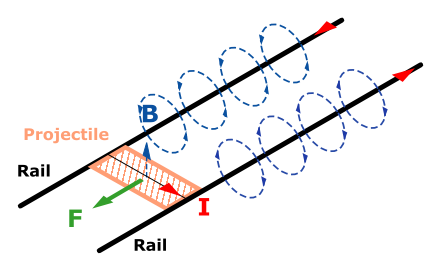
Принцип действия силы Ампера (F) в рельсотроне

Рельсотрон состоит из двух параллельных электродов, называемых рельсами, подключённых к источнику мощного постоянного тока. Разгоняемая электропроводная масса располагается между рельсами, замыкая электрическую цепь, и приобретает ускорение вследствие силы Ампера, действующей на замкнутый проводник с током в его собственном магнитном поле. Сила Ампера действует и на рельсы, приводя их к взаимному отталкиванию.

## История
Рельсотрон был изобретён французским изобретателем Андре Луи Октавом Фошон-Вильпле в 1917 году во время первой мировой войны. В русском языке термин рельсотрон был предложен в конце 1950-х годов советским академиком Львом Арцимовичем для замены существовавшего громоздкого названия «электродинамический ускоритель массы». Причиной разработки подобных устройств, являющихся перспективным оружием, стало то, что, по оценкам экспертов, использование порохов для стрельб достигло своего предела — скорость выпущенного с их помощью заряда ограничена 2,5 км/сек.
В 1970-х годах рельсотрон был спроектирован и построен Джоном П. Барбером из Канады и его научным руководителем Ричардом А. Маршаллом из Новой Зеландии в Исследовательской школе физических наук Австралийского национального университета.

## Теория
В физике рельсотрона модуль вектора силы может быть вычислен через закон Био — Савара — Лапласа и формулу силы Ампера. Для вычисления потребуются:
- {\displaystyle \mu _{0}} — магнитная постоянная,
- {\displaystyle d} — диаметр рельсов (подразумевается круглое сечение),
- {\displaystyle r} — расстояние между осями рельсов,
- {\displaystyle I} — сила протекающего в системе тока.

Из закона Био — Савара — Лапласа следует, что магнитное поле на определённой дистанции ({\displaystyle s}) от бесконечного провода с током вычисляется как:
{\displaystyle \mathbf {B} (s)={\frac {\mu _{0}I}{2\pi s}}}
Следовательно, в пространстве между двумя бесконечными проводами, расположенными на расстоянии {\displaystyle r} друг от друга, модуль магнитного поля может быть выражен формулой:
{\displaystyle B(s)={\frac {\mu _{0}I}{2\pi }}\left({\frac {1}{s}}+{\frac {1}{r-s}}\right)}
Для того, чтобы уточнить среднее значение для магнитного поля на арматуре рельсотрона, предположим, что диаметр рельса {\displaystyle d} намного меньше расстояния {\displaystyle r} и, считая, что рельсы могут считаться парой полубесконечных проводников, мы можем вычислить следующий интеграл:
{\displaystyle B_{\text{avg}}={\frac {1}{r}}\int _{d}^{r-d}B(s){\text{d}}s={\frac {\mu _{0}I}{2\pi r}}\int _{d}^{r-d}\left({\frac {1}{s}}+{\frac {1}{r-s}}\right){\text{d}}s={\frac {\mu _{0}I}{\pi r}}\ln {\frac {r-d}{d}}\approx {\frac {\mu _{0}I}{\pi r}}\ln {\frac {r}{d}}}
По закону Ампера, магнитная сила на проводе с током равна {\displaystyle IrB}; предполагая ширину снаряда-проводника {\displaystyle r}, мы получим:
{\displaystyle F=IrB_{\text{avg}}={\frac {\mu _{0}I^{2}}{\pi }}\ln {\frac {r}{d}}}
Формула основывается на допущении, что расстояние {\displaystyle l} между точкой, в которой измеряется сила {\displaystyle F}, и началом рельсов больше, чем расстояние между рельсами ({\displaystyle r}) в 3-4 раза ({\displaystyle l>3r}). Также были сделаны некоторые другие допущения; чтобы описать силу более точно, требуется учитывать геометрию рельсов и снаряда.

## Конструкция
С изготовлением рельсотрона связан ряд серьёзных проблем: импульс тока должен быть настолько мощным и резким, чтобы снаряд не успел испариться и разлететься или имел достаточную стойкость, но возникла бы ускоряющая сила, разгоняющая его вперёд. На снаряд или плазменный поршень действует сила Ампера, поэтому сила тока важна для достижения необходимой индукции магнитного поля, и важен ток, протекающий через снаряд перпендикулярно силовым линиям индукции магнитного поля. При протекании тока через снаряд, материал снаряда (часто используется ионизированный газ сзади лёгкого полимерного снаряда) и рельсы должны обладать:
- как можно более высокой проводимостью,
- снаряд — как можно меньшей массой,
- источник тока — как можно большей мощностью и меньшей индуктивностью.

Однако особенность рельсового ускорителя в том, что он способен разгонять сверхмалые массы до сверхбольших скоростей (скорость снаряда в огнестрельном оружии ограничивается кинетикой проходящей в оружии химической реакции). На практике рельсы изготавливают из бескислородной меди, покрытой серебром, в качестве снарядов используют алюминиевые брусочки или проволоку для разгона самих пробивающих элементов — таких как вольфрамовые стержни, сплавы на основе титана и других металлов, может использоваться полимер в сочетании с проводящей средой. В качестве источника питания — батарея высоковольтных электрических конденсаторов, которая заряжается от ударных униполярных генераторов, компульсаторов, и прочих источников электрического питания с высоким рабочим напряжением, а самому снаряду перед вхождением на рельсы стараются придать как можно большую начальную скорость, используя для этого пневматическое или огнестрельное оружие.
В тех рельсотронах, где снарядом является проводящая среда, после подачи напряжения на рельсы снаряд разогревается и сгорает, превращаясь в токопроводную плазму, которая далее также разгоняется. Таким образом, рельсотрон может стрелять плазмой, однако вследствие её неустойчивости она быстро испаряется. При этом необходимо учитывать, что движение плазмы, точнее, движение разряда (катодные, анодные пятна), под действием силы Ампера возможно только в воздушной или иной газовой среде не ниже определённого давления, так как в противном случае, например, в вакууме, плазменная перемычка рельсов движется в направлении, обратном силе — так называемое обратное движение дуги.
При использовании в рельсотронных пушках непроводящих снарядов снаряд помещается между рельсами, сзади снаряда тем или иным способом между рельсами зажигается дуговой разряд, и тело начинает ускоряться вдоль рельсов. Механизм ускорения в этом случае отличается от вышеизложенного: сила Ампера прижимает разряд к задней части тела, которая, интенсивно испаряясь, образует реактивную струю, под действием которой и происходит основное ускорение тела.

## Преимущества и недостатки

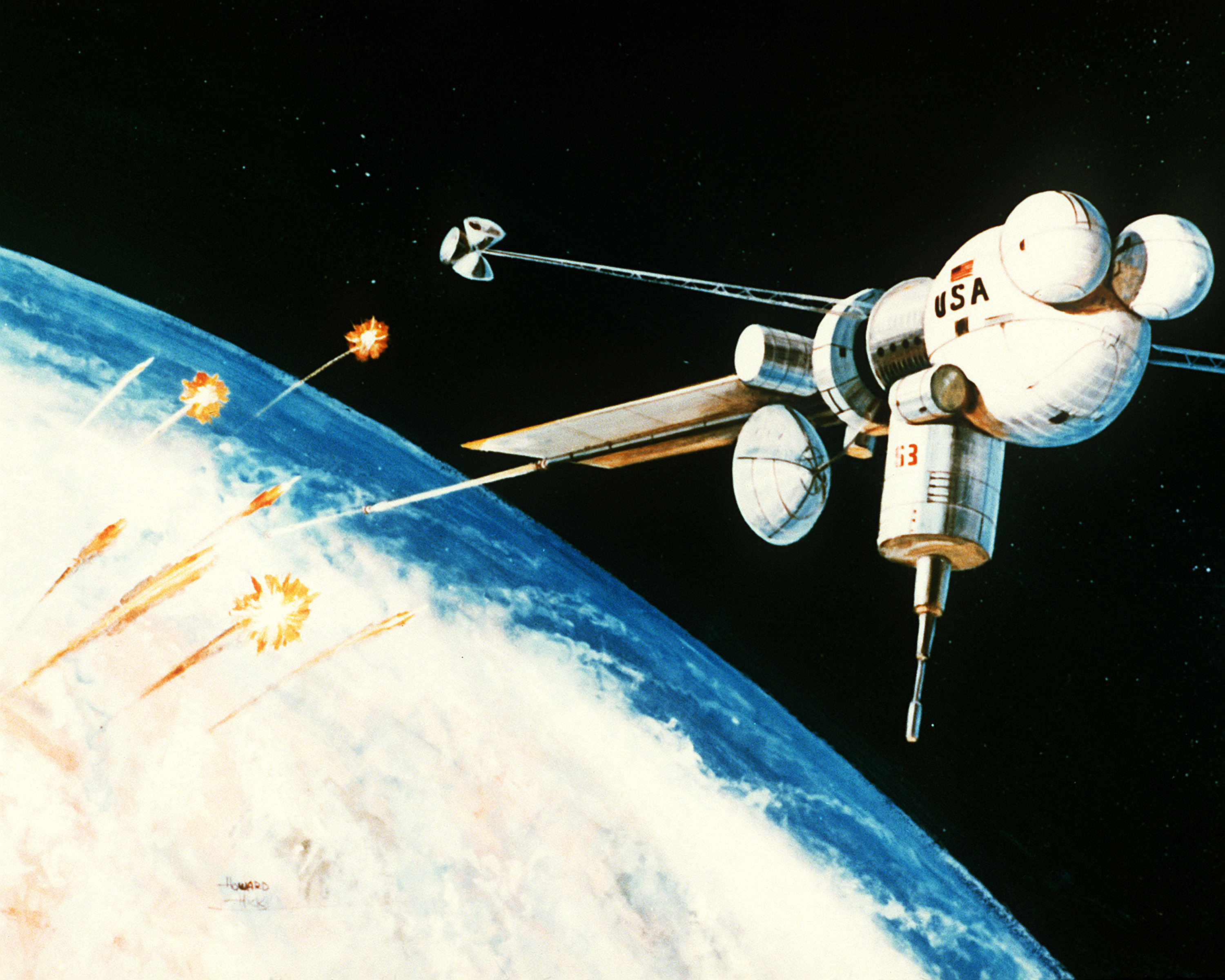
Уничтожение боеголовок МБР из космоса с помощью рельсотрона.

### Преимущества
- Экономия: стоимость выстрела рельсотрона существенно ниже таковой для аналогичной по дальности ракеты корабельного базирования: 25 000 долларов США против 1 000 000 долларов[5].
- При условии решения всех задач, связанных с реальным применением, такие орудия могут обеспечивать тактическую стационарную ПРО против никак не маневрирующих баллистических ракет, либо расширить горизонт дальности стрельбы.
- Высокая скорость снаряда позволяет использовать рельсотрон в качестве средства ПВО[5].
- Использование рельсотрона исключает необходимость хранить на кораблях взрывоопасный боезапас обычных снарядов, что повышает живучесть корабля[5].

### Недостатки
- Никаких доказательств эффективности не предъявлено за много лет[6], особенно в смысле точности и разрушительной силы. Более того, при сверхдальней стрельбе возникает проблема неоднородной кривизны Земли, гравитационные неравномерности, перепад температур и, соответственно, плотности воздуха, как и влажности, и многие другие проблемы, ограничивающие точную стрельбу артиллерии некорректируемыми снарядами дальностью в считанные десятки километров.
- На практике[7] удалось достичь лишь скорости 3,6 М (скорость снаряда перспективной пушки, испытания которой планировались[8] на 2016 год, должна была составить 6 М, что существенно ниже, чем у многих зенитных ракет — 9 М для одной из них С-300В4[9]).
- Пробиваемость, (в частности на больших дальностях), и воздействие в целом при попадании не превышает показатели артиллерии средних калибров (скорость в несколько раз больше, но масса в несколько раз меньше, взрывчатого вещества вместо многих килограммов — ноль, единственная разница — в росте дальности из-за сочетания массы, скорости и, в первую очередь, сократившихся размеров, что снижает аэродинамическое сопротивление).
- Маневрирование снаряда невозможно.
- Ресурс ствола существующих на данный момент прототипов измеряется десятками выстрелов.
- Точность стрельбы современных прототипов — "примерно в ту сторону".

### Неоднозначно
- Дальность эффективного огня рельсотрона — до 200 км[10], однако на это можно возразить, что наибольшей эффективной дальностью для артиллерии является 20-40 км, а на большей дистанции приходится или использовать корректируемый в полёте снаряд, или же многократно возрастёт расход боеприпасов.
- Сравнительно небольшие размеры снарядов для рельсотрона позволяют увеличить боезапас[5]. Однако размер системы в целом при том весьма не мал, и как минимум занимает места не меньше, чем несколько ПКР средних размеров.

## Программа ВМС США
В 2005 году ВМС США запустили программу по разработке рельсовых орудий под названием Velocitas Eradico. В программе участвуют корпорации General Atomics и BAE Systems.
- General Atomics разработала орудие, способное доставлять снаряд весом в 10 кг на расстояние более 200 км со средней скоростью около 2000 м/с. По мнению экспертов, такое орудие имеет настильную траекторию на расстоянии до 30 км[11].
- В феврале 2008 года было продемонстрировано орудие с дульной энергией 10 МДж и дульной скоростью 2520 м/с (9000 км/час)[12]. 10 декабря 2010 года в Центре разработки надводного вооружения ВМС США в Дальгрене, штат Вирджиния, было проведено успешное испытание рельсотрона с дульной энергией 33 МДж[13]. Масса используемых в тестах снарядов варьировалась между 2 и 3,2 кг. В феврале 2012 года близкий к серийному образцу прототип промышленного рельсотрона от BAE Systems был доставлен в Дальгрен и испытан на 32 мДж[14]. Серийный образец этой системы должен иметь дальность стрельбы до 180 км, а в перспективе — до 400 км; инженеры разрабатывают системы автоматической подачи снарядов, охлаждения и питания установки.[15]
- В 2015 году планировалось произвести первые испытания на корабле[5].
- К 2020 году эти орудия должны поступить на вооружение строящихся в США эсминцев типа «Замволт», их модульная конструкция и электрическая трансмиссия рассчитывались с учётом перспективного электромагнитного вооружения[16].
- К 2025 году планировалось достичь дульной энергии 64 МДж. С длиной около 10 метров и скоростью полета снаряда около 2000 метров в секунду.
- В 2021 году финансирование проекта было прекращено.[17]

## Разработки в России
Согласно заявлению первого зампреда комитета Совета Федерации по обороне и безопасности Франца Клинцевича от 2016 года, работа по созданию электромагнитной пушки (рельсотрона) активно ведётся и в России. Предполагается его использование в космонавтике для вывода на орбиту полезных грузов, но кроме этих слов никаких достоверных фактов пока не было.